# Trogonoptera brookiana
 Trogonoptera brookiana  (Syn.: Troides brookiana) ist ein Schmetterling aus der Familie der Ritterfalter, der in den tropischen Regenwäldern der Thai-Malaiischen Halbinsel, Borneo, Natuna sowie einiger Inseln westlich von Sumatra vorkommt (Banyak, Simeulue, Batu and Mentawai). Er erhielt seinen Namen nach James Brooke, dem ersten Weißen Raja von Sarawak.

## Merkmale

### Imagines
Trogonoptera brookiana hat sehr auffällige, lange Flügel mit einer Spannweite von 16 bis 18 Zentimetern bei den Männchen und 17 bis 19 Zentimetern bei den Weibchen. Die Flügel der Männchen sind schwarz mit einer schillernd-metallisch grünen Zeichnung bestehend aus jeweils 7 zahnförmigen, dreieckigen Flecken auf den beiden Vorderflügeln, die sich zu einem Band verbinden, und kleineren Flecken auf den kleineren Hinterflügeln. Der Kopf ist hellrot und der Körper ist schwarz mit roten Flecken. Die Flügel der Weibchen sind braun mit auffälligen weißen Flecken an der Spitze der Vorderflügel und der Basis der Hinterflügel; bei ihnen kann die Fleckung variabler sein.
Von dem nächsten Verwandten Trogonoptera trojana, dem beide Geschlechter sehr ähnlich sind, unterscheiden sie sich vor allem durch die größeren Grünflächen auf den Flügeln.

### Raupen
Die Raupen von Trogonoptera brookiana sind braun und schwarz gefärbt mit hellbraunen Stacheln.

## Verbreitung

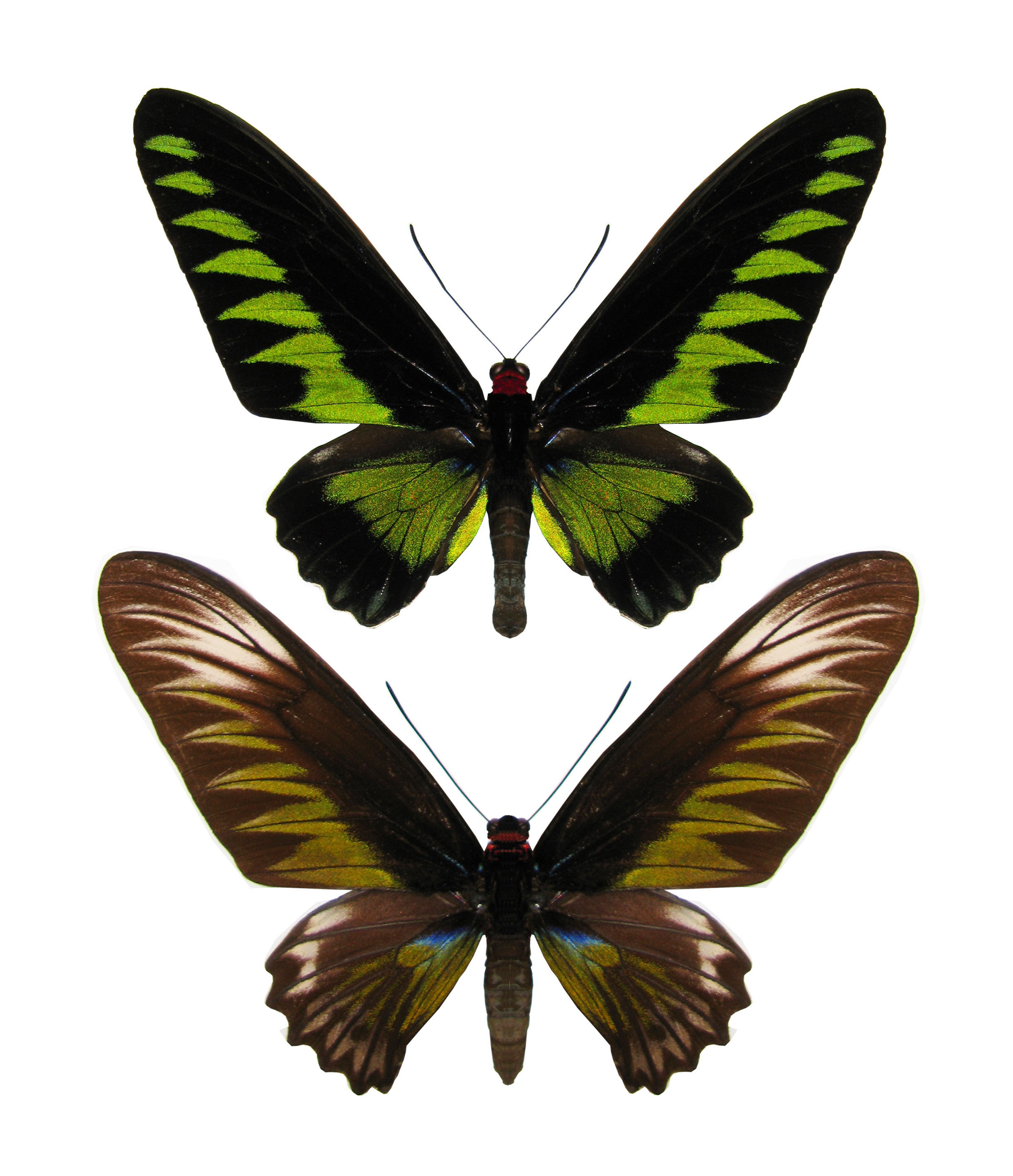
Trogonoptera brookiana: Oben männliche und unten weibliche Imago

Von der Art werden in Malaysia drei Unterarten unterschieden: T. b. albescens und T. b. mollumar leben auf der Thai-Malaiischen Halbinsel. Dabei ist das Verbreitungsgebiet von T. b. albescens lokal begrenzt auf die malayischen Bundesstaaten Perak, Pahang und Selangor, die Unterart lebt im Bereich von feuchten Waldgebieten und entlang von Flüssen. T. b. mollumar findet sich nur in den Sumpfgebieten in Johore, Nordost-Pahang und Trengganu. T. b. trogon kommt in Ost-Malaysia sowie auf den Inseln bei Sumatra (Banyak, Simeulue, Batu and Mentawai), Palawan und Natuna vor. Weitere Unterarten sind von verschiedenen Inseln außerhalb von Malaysia beschrieben.
Die Falter finden sich vor allem an den sandigen Ufern von Flüssen und heißen Quellen im tropischen Regenwald. Der Lebensraum beschränkt sich auf feuchte Regenwaldgebiete, die Falter können jedoch auch nah von besiedelten Gebieten vorkommen.

## Lebensweise

### Ernährung
Die Raupen ernähren sich von Blättern der zu den Pfeifenblumen gehörenden Art Aristolochia  foveolata.
Die auffälligen Männchen sammeln sich in Gruppen von bis zu 80 Individuen zum Trinken am Ufer von Flüssen und an Pfützen. Die frisch geschlüpften Männchen nehmen dabei Natrium- und Kalium-Ionen auf, die für die weitere Entwicklung zur Imago notwendig sind. Die Flügel werden beim Trinken V-förmig gespreizt. Die Imagines ernähren sich von Fruchtsäften und Blütennektar, vor allem an Bauhinien.

### Fortpflanzung und Entwicklung
Aufgrund der seltenen Funde von Weibchen wurde angenommen, dass das Verhältnis der Geschlechter dieser Art stark zugunsten von Männchen verschoben ist. Mittlerweile ist bekannt, dass sich die Weibchen versteckt halten, während die Männchen an offeneren Stellen vorkommen; das Geschlechterverhältnis ist jedoch ausgeglichen.
Zur Paarung werden die Weibchen von den Männchen gejagt und entziehen sich diesen durch Abtauchen. Wird eine Verpaarung akzeptiert, erfolgt diese im Flug. Allerdings können Weibchen die Männchen auch ablehnen und signalisieren dies, indem sie sich auf dem Boden auf den Rücken legen.
Sobald das Weibchen bereit ist, Eier zu legen, fliegt es langsam und unregelmäßig auf der Suche nach einer passenden Nahrungspflanze, die Identifizierung der richtigen Pflanzenart erfolgt nach der Landung mit Geschmacks- und Chemorezeptoren an den Vorderbeinen. Das Weibchen legt bis zu 50 kleine, runde und weiße Eier ab. Die Entwicklung der Raupen zur Verpuppung erfolgt rasch, in der Puppe erfolgt wie bei allen Schmetterlingen die Metamorphose zur Imago.

## Taxonomie
Der Schmetterling wurde 1855 von dem britischen Forscher Alfred Russel Wallace wissenschaftlich erstbeschrieben, der ihn Ornithoptera brookeana nannte. Namensgebend war dabei James Brooke, der erste Weiße Raja von Sarawak. Die Art wurde später aus der Gattung Ornithoptera in die Gattung Trogonoptera überstellt, wobei auch eine Zuordnung zur Gattung Troides diskutiert wird.

## Schutz
Trogonoptera brookiana ist auf dem Appendix II der Convention on International Trade in Endangered Species of Wild Fauna and Flora (CITES) gelistet und entsprechend geschützt.

## Belege
1. ↑  Unterarten bei The World of Birdwing Butterflies
2. ↑  www.cites.org CITES (Convention on International Trade in Endangered Species of Wild Fauna and Flora) - Appendices